# Olof Wingqvist
Olof Wingqvist, född 17 november 1800 i Västra Vingåkers församling i Södermanland och död 6 september 1861 i Uppsala, var en svensk historiker.

## Biografi
Fadern var tjänstedräng, men blev sedermera gårdsfogde i Sankt Lars socken i Östergötland. Wingqvist blev student vid Uppsala universitet 1819. Han erhöll filosofie magistergraden vid promotionen 1827, och förordnades två år därefter till Lidénsk amanuens vid universitetsbiblioteket. Sedan han 1831 utgivit och försvarat en akademisk avhandling, De societatibus in Suecia mercatoriis, kallades han av Erik Gustaf Geijer 1834 till docent i fäderneslandets historia. Han befordrades till adjunkt i historia och statistik 1837, samt erhöll 1843 fullmakt som skytteansk professor.
År 1846 förordnades han till ledamot i den av regeringen tillsatta representationskommittén. Tre år senare utarbetade han på uppdrag av reformvännerna ett förslag till förändrad representation av landet, vilket i sina huvuddrag lades till grund för det förslag till regeringsform och ny vallag som antogs vid det andra reformmötet i Örebro. Han deltog även verksamt i redaktionen av detta mötes förhandlingar.
Som författare lämnade han flera historiska uppsatser i Skandia, Frey och Tidskrift för litteratur. Efter hans död, 1863, publicerades hans efterlämnade handskrivna arbete Om svenska representationen i äldre tider till och med riksdagen år 1617. Detta arbete hade Wingqvist utarbetat som ledamot av representationskommittén och var avsett att omfatta hela svenska riksdagens historia.